# Hlinsko-Kouty
Hlinsko-Kouty – przystanek kolejowy w miejscowości Hlinsko, w kraju pardubickim, w Czechach. Znajduje się na wysokości 575 m n.p.m.
Na przystanku nie ma możliwości zakupu biletu, a obsługa podróżnych odbywa się w pociągu.

## Linie kolejowe
- 238 Pardubice - Havlíčkův Brod